# Laphria lukinsi
Laphria lukinsi là một loài ruồi trong họ Asilidae. Laphria lukinsi được Paramonov miêu tả năm 1958. Loài này phân bố ở miền Australasia.